# Leptogènesi
En cosmologia física, la leptogènesi és el terme genèric per als processos físics hipotètics que van produir una asimetria entre leptons i antileptons a l'univers molt primerenc, donant lloc al domini actual dels leptons sobre els antileptons. En el model estàndard acceptat actualment, el nombre de leptons es conserva gairebé a temperatures per sota de l'escala de TeV, però els processos de túnel poden canviar aquest nombre; a temperatura més alta pot canviar a través d'interaccions amb esfalerons, entitats semblants a partícules. En ambdós casos, el procés implicat està relacionat amb la força nuclear feble, i és un exemple d'anomalia quiral.
Aquests processos podrien haver creat hipotèticament leptons a l'univers primerenc. En aquests processos, el nombre de barions tampoc no es conserva i, per tant, s'haurien d'haver creat barions juntament amb els leptons. Se suposa que aquesta no conservació del nombre barió va tenir lloc a l'univers primerenc, i es coneix com a bariogènesi. Tanmateix, en alguns models teòrics, es suggereix que la leptogènesi també es va produir abans de la bariogènesi; per tant, el terme leptogènesi s'utilitza sovint per implicar la no conservació dels leptons sense la corresponent no conservació dels barions. En el model estàndard, la diferència entre el nombre de leptons i el nombre de barió es conserva amb precisió, de manera que la leptogènesi sense bariogènesi és impossible. Així, aquesta leptogènesi implica extensions del model estàndard.
Les asimetries de lepton i barió afecten la nucleosíntesi del big-bang, molt millor entesa, en èpoques posteriors, durant la qual es van començar a formar nuclis atòmics lleugers. La síntesi reeixida dels elements lleugers requereix que hi hagi un desequilibri en el nombre de barions i antibarions d'una part de cada mil milions quan l'univers té pocs minuts. Una asimetria en el nombre de leptons i antileptons no és obligatòria per a la nucleosíntesi del big-bang. Tanmateix, la conservació de càrrega suggereix que qualsevol asimetria en els leptons i antileptons carregats (electrons, muons i partícules tau) hauria de ser del mateix ordre de magnitud que l'asimetria barió. Les observacions de l'abundància primordial d'heli-4 posen un límit superior a qualsevol asimetria de leptons que resideix al sector de neutrins, que no és molt estricte.
Les teories de la leptogènesi utilitzen subdisciplines de la física com la teoria quàntica de camps i la física estadística per descriure aquests possibles mecanismes. La bariogènesi, la generació d'una asimetria barió-antibarió, i la leptogènesi es poden connectar mitjançant processos que converteixen el nombre de barió i el nombre de leptons entre si. L'anomalia quàntica (no perturbadora) d'Adler–Bell–Jackiw pot donar lloc a esfalerons, que poden convertir els leptons en barions i viceversa. Així, en principi, el model estàndard és capaç de proporcionar un mecanisme per crear barions i leptons.
Una simple modificació del Model Estàndard que, en canvi, és capaç de realitzar el programa de Sakharov és la suggerida per M. Fukugita i T. Yanagida. El model estàndard s'amplia afegint neutrins dretans, permetent la implementació del mecanisme de balancí i proporcionant massa als neutrins. Al mateix temps, el model estès és capaç de generar espontàniament leptons a partir de les desintegracions dels neutrins de la mà dreta. Finalment, els esfalerons són capaços de convertir l'asimetria de leptons generada espontàniament en l'asimetria bariònica observada. A causa de la seva popularitat, tot aquest procés de vegades es coneix simplement com a leptogènesi.